# Coupe des nations de rink hockey 1993
Navigation
Coupe des nations 1991 Coupe des nations 1994
La Coupe des nations de rink hockey 1995 est la 54e édition de la compétition. La coupe se déroule du 8 avril au 12 avril 1993 à Montreux.

## Déroulement
La compétition est divisée en deux phases : une phase poule et une phase finale.

La phase de poule est un championnat dont les équipes sont divisées en deux groupes. Dans le premier groupe l'Italie et l'Argentine font office de favoris devant le club hôte. L'équipe argentine tient dans ses rangs quatre des champions olympiques de Barcelone : Allende, Cairo, Roldan et Hermann. Ils sont accompagnés par les frères José Luís Páez et David Páez, mais ces derniers jouent pour le club italien de Monza. Dans le second groupe, c'est le Portugal qui brigue la tête du classement et est l'un des favoris de la compétition.

## Phase de poules

### Groupe A
|   | Équipes      | Pts | J | V | E | D | BM | BS | DB  |
| - | ------------ | --- | - | - | - | - | -- | -- | --- |
| 1 | Roller Monza | 8   | 4 | 4 | 0 | 0 | 25 | 9  | 16  |
| 2 | Argentine    | 6   | 4 | 3 | 0 | 1 | 23 | 9  | 14  |
| 3 | Montreux HC  | 4   | 4 | 2 | 0 | 2 | 14 | 17 | -3  |
| 4 | France       | 2   | 4 | 1 | 0 | 3 | 14 | 22 | -8  |
| 5 | (esperanças) | 0   | 4 | 0 | 0 | 4 | 7  | 26 | -19 |

|              |     | France |      |     | Argentine |
| ------------ | --- | ------ | ---- | --- | --------- |
| Montreux HC  |     |        |      |     |           |
| France       | 5-6 |        |      |     |           |
| (esperanças) | 1-4 | 2-7    |      |     |           |
| Roller Monza | 7-3 | 9-2    | 4-1  |     |           |
| Argentine    | 4-1 | 5-0    | 11-3 | 3-5 |           |

### Groupe B
|   | Équipes     | Pts | J | V | E | D | BM | BS | DB  |
| - | ----------- | --- | - | - | - | - | -- | -- | --- |
| 1 | Portugal    | 8   | 4 | 4 | 0 | 0 | 39 | 5  | 34  |
| 2 | Tordera     | 4   | 4 | 2 | 0 | 2 | 13 | 13 | 0   |
| 3 | Sertãozinho | 4   | 4 | 2 | 0 | 2 | 8  | 22 | -14 |
| 4 | Pays-Bas    | 2   | 4 | 1 | 0 | 3 | 10 | 16 | -6  |
| 5 | Allemagne   | 2   | 4 | 1 | 0 | 3 | 10 | 24 | -14 |

|             | Pays-Bas |     |      | Portugal | Allemagne |
| ----------- | -------- | --- | ---- | -------- | --------- |
| Pays-Bas    |          |     |      |          |           |
| Tordera     | 6-3      |     |      |          |           |
| Sertãozinho | 4-3      | 2-5 |      |          |           |
| Portugal    | 5-0      | 5-0 | 13-0 |          |           |
| Allemagne   | 1-4      | 3-2 | 1-2  | 5-16     |           |

## Phase finale
|   | Équipes      | Pts | J | V | E | D | BM | BE | DB |
| - | ------------ | --- | - | - | - | - | -- | -- | -- |
| 1 | Argentine    | 4   | 3 | 2 | 0 | 1 | 12 | 7  | 5  |
| 2 | Roller Monza | 3   | 3 | 1 | 1 | 1 | 5  | 6  | -1 |
| 3 | Tordera      | 3   | 3 | 1 | 1 | 1 | 8  | 9  | -1 |
| 4 | Portugal     | 2   | 3 | 0 | 2 | 1 | 10 | 13 | -3 |

|              | Argentine | Portugal |     |  |
| ------------ | --------- | -------- | --- |  |
| Argentine    |           |          |     |  |
| Portugal     | 4-7       |          |     |  |
| Tordera      | 3-2       | 4-4      |     |  |
| Roller Monza | 0-3       | 2-2      | 3-1 |  |

## Matchs de classement
|   | Equipa      | Pts | J | V | E | D | BM | BE | DB  |
| - | ----------- | --- | - | - | - | - | -- | -- | --- |
| 1 | Montreux HC | 8   | 5 | 4 | 0 | 1 | 29 | 22 | 7   |
| 2 | Pays-Bas    | 7   | 5 | 3 | 1 | 1 | 22 | 14 | 8   |
| 3 | Sertãozinho | 6   | 5 | 3 | 0 | 2 | 20 | 19 | 1   |
| 4 | France      | 5   | 5 | 2 | 1 | 2 | 20 | 17 | 3   |
| 5 | Allemagne   | 4   | 5 | 2 | 0 | 3 | 15 | 15 | 0   |
| 6 | esperanças  | 0   | 5 | 0 | 0 | 5 | 9  | 28 | -19 |

|              |     | France |     | Pays-Bas |     | Allemagne |
| ------------ | --- | ------ | --- | -------- | --- | --------- |
| Sertãozinho  |     |        |     |          |     |           |
| France       | 6-3 |        |     |          |     |           |
| (esperanças) | 4-7 | 2-7    |     |          |     |           |
| Pays-Bas     | 3-4 | 1-1    | 5-2 |          |     |           |
| Montreux HC  | 5-4 | 6-5    | 4-1 | 6-9      |     |           |
| Allemagne    | 1-2 | 5-1    | 5-0 | 1-4      | 3-8 |           |

## Classement final
| Classement | Équipes      |
| ---------- | ------------ |
|            | Argentine    |
|            | Roller Monza |
|            | Tordera      |
| 4          | Portugal     |
| 5          | Sertaozhino  |
| 6          | France       |
| 7          | Esperancas   |
| 8          | Pays-Bas     |
| 9          | Montreux HC  |
| 10         | Allemagne    |

| Vainqueur du tournoi de Montreux 1993 |
| ------------------------------------- |
| Argentine 2°                          |